# NGC 7684
NGC 7684 (również PGC 71625 lub UGC 12637) – galaktyka spiralna (S0-a), znajdująca się w gwiazdozbiorze Ryb. Odkrył ją Albert Marth 5 października 1863 roku. Jest to galaktyka z aktywnym jądrem typu LINER.